# Mont-Carmel
Mont-Carmel es un municipio canadiense situado en la provincia de Quebec.

## Superficie
Mont-Carmel tiene una superficie de 428,26 km².

## Demografía
En 2021, tenía 1160 habitantes, una densidad poblacional de 2,7 hab./km², y 713 viviendas.